# Starbuck (otok)
Starbuck (Volunteer island)  je nenaseljeni otok u sastavu Kiribata.

## Zemljopis
Nalazi se u grupaciji Linijskih otoka, 204 km jugozapadno od najbližeg susjeda, Maldena.

## Flora i fauna
Otok je relativno siromašan vegetacijom; pejzažom uglavnom dominiraju grmovi Sida fallax s drugim niskim raslinjem i travama. Osim nekoliko Cordonia subcordata stabala, od nedavno u središtu otoka raste i nekoliko palmi.

## Vanjske poveznice
|  | Zajednički poslužitelj ima još gradiva o temi Starbuck (otok) |